# Sławomir Nowak (polityk)

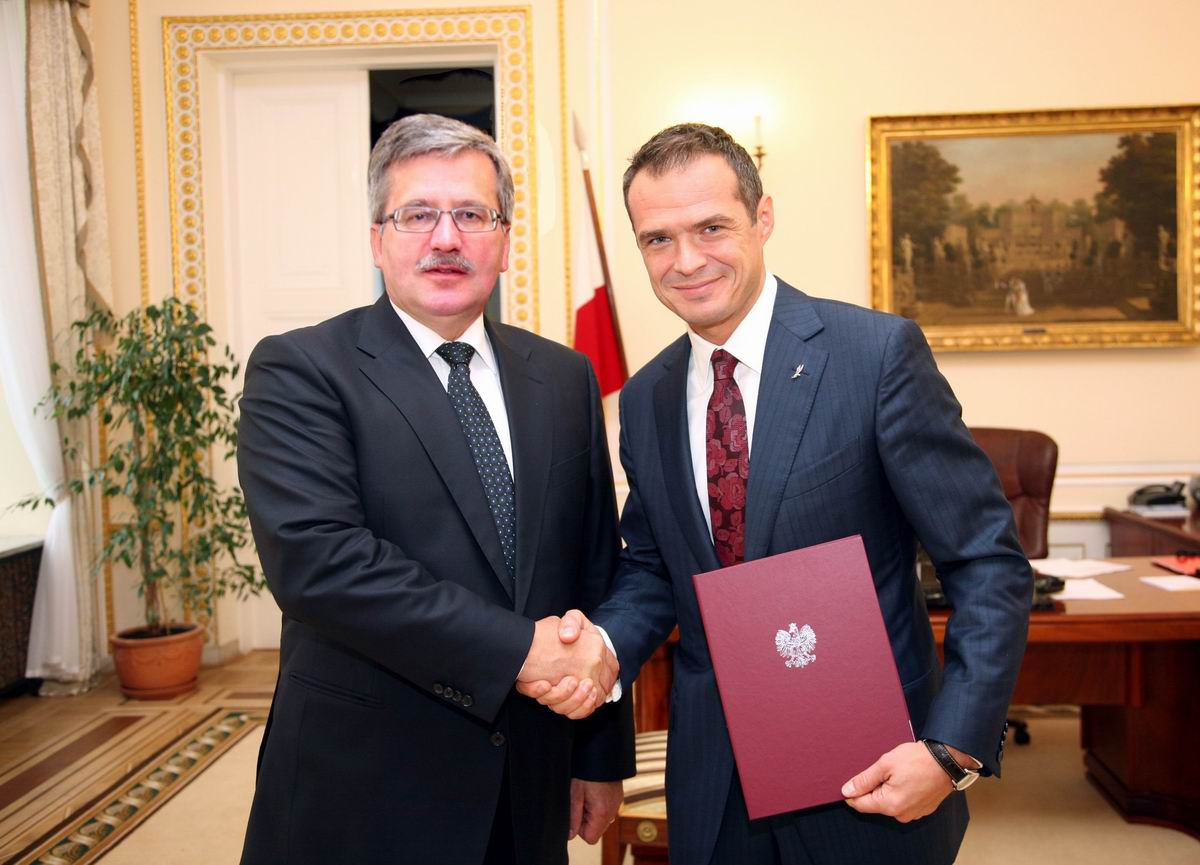
Sławomir Nowak i prezydent Bronisław Komorowski podczas nominacji na sekretarza stanu w Kancelarii Prezydenta RP (29 września 2010)

Sławomir Ryszard Nowak (ur. 11 grudnia 1974 w Gdańsku) – polski polityk i politolog. Poseł na Sejm IV, V, VI i VII kadencji (2004–2010, 2011–2015), w latach 2007–2009 sekretarz stanu w Kancelarii Prezesa Rady Ministrów i szef gabinetu politycznego premiera Donalda Tuska, w latach 2010–2011 sekretarz stanu w Kancelarii Prezydenta ds. kontaktów z rządem i parlamentem, w latach 2011–2013 minister transportu, budownictwa i gospodarki morskiej, w latach 2016–2019 szef Ukrawtodoru. W 2016 uzyskał także obywatelstwo ukraińskie.

## Życiorys

### Wykształcenie
W 2000 ukończył studia magisterskie na kierunku stosunki międzynarodowe na Wydziale Nauk Społecznych Uniwersytetu Gdańskiego oraz zarządzanie na Wydziale Administracyjnym Wyższej Szkoły Morskiej w Gdyni. Jako student założył w 1994 własną firmę reklamową, a w latach 1999–2002 był prezesem agencji reklamowej „Signum Promotion”. W 2002 pełnił funkcję wiceprezesa Radia Gdańsk.

### Działalność polityczna
Działalność społeczno-polityczną zaczynał od członkostwa w Kongresie Liberalno-Demokratycznym (1993–1994); po połączeniu z Unią Demokratyczną w 1994 przystąpił do Unii Wolności. Przez dwie kadencje (1998–2002) pełnił funkcję przewodniczącego młodzieżówki UW – Stowarzyszenia „Młodzi Demokraci”. W 2001 doprowadził do zerwania współpracy z tą partią i podpisania umowy stowarzyszeniowej z Platformą Obywatelską. W wyborach samorządowych w 1998 bezskutecznie ubiegał się o mandat radnego Gdańska z listy UW. 
Jako kandydat PO w okręgu gdańskim w wyborach parlamentarnych w 2001 zdobył 2130 głosów i nie uzyskał mandatu poselskiego. W 2004 został posłem w miejsce wybranego do Parlamentu Europejskiego Janusza Lewandowskiego, gdy z objęcia mandatu zrezygnowali kolejno: Aleksander Hall, starosta kwidzyński Leszek Czarnobaj oraz prezydent Tczewa Zenon Odya. W wyborach w 2005 po zdobyciu 9061 głosów w okręgu gdańskim został wybrany na kolejną kadencję. Zasiadał w Komisji Obrony Narodowej.
W wyborach z 21 października 2007 był liderem listy PO w okręgu gdańskim. Z poparciem 65 993 głosów został wybrany na posła na Sejm VI kadencji, osiągając jednocześnie najwyższy wynik w swoim okręgu, przed Jarosławem Wałęsą i Maciejem Płażyńskim.
16 listopada 2007 został sekretarzem stanu w Kancelarii Premiera i szefem gabinetu politycznego premiera. 7 października 2009 podał się do dymisji. 26 października 2009 jego dymisja została przyjęta. Zasiadał w zarządzie krajowym Platformy Obywatelskiej. 21 października 2009 został wiceprzewodniczącym klubu parlamentarnego tej partii. W 2010 został szefem sztabu wyborczego Bronisława Komorowskiego w wyborach prezydenckich. 22 maja 2010 zastąpił Jana Kozłowskiego na stanowisku przewodniczącego Regionu Pomorskiego PO. 5 sierpnia tego samego roku nie został ponownie wiceprzewodniczącym klubu parlamentarnego PO.
29 września 2010 został powołany na stanowisko sekretarza stanu w Kancelarii Prezydenta ds. kontaktów z rządem i parlamentem, w związku z czym tego samego dnia wygasł jego mandat poselski. W wyborach parlamentarnych w 2011 kandydował ponownie z listy Platformy Obywatelskiej do Sejmu z okręgu gdańskiego, zdobywając mandat poselski wynikiem 65 629 głosów. 25 października tego samego roku odwołany został z funkcji ministerialnej w Kancelarii Prezydenta.
18 listopada 2011 prezydent Bronisław Komorowski powołał go na urząd ministra transportu, budownictwa i gospodarki morskiej w drugim rządzie Donalda Tuska.

### Postępowanie dotyczące oświadczeń majątkowych i odejście z polityki
15 listopada 2013 prokurator generalny poinformował o zamiarze wystąpienia do Sejmu o uchylenie immunitetu Sławomira Nowaka celem przedstawienia zarzutów związanych z nieprawidłowościami w oświadczeniach majątkowych. Tego samego dnia polityk złożył dymisję ze stanowiska ministra, która została przyjęta przez premiera. 27 listopada 2013 został odwołany przez prezydenta Bronisława Komorowskiego ze stanowiska ministra transportu, budownictwa i gospodarki morskiej. W styczniu 2014 na swój wniosek został zawieszony na trzy miesiące w prawach członka PO (po przedstawieniu mu zarzutów przez prokuratora); zawieszenie zostało później przedłużone na kolejne 3 miesiące.
W czerwcu 2014 Sławomir Nowak złożył rezygnację z członkostwa w partii. Stało się to po ujawnieniu przez tygodnik „Wprost” nagrania jego prywatnej rozmowy z byłym wiceministrem finansów Andrzejem Parafianowiczem, której przedmiotem była kontrola organów skarbowych dotycząca działalności gospodarczej jego żony (tzw. afera podsłuchowa).
27 listopada 2014 został nieprawomocnie skazany na karę grzywny za składanie nieprawdziwych oświadczeń majątkowych. W tym samym dniu ogłosił rezygnację z członkostwa w klubie parlamentarnym PO i wydał oświadczenie o zrzeczeniu się mandatu poselskiego, składając rezygnację ze skutkiem na 2 stycznia 2015. Na skutek apelacji 27 maja 2015 Sąd Okręgowy w Warszawie zmienił powyższy wyrok w ten sposób, że postępowanie karne wobec Sławomira Nowaka warunkowo umorzył, orzekając wobec niego również świadczenie pieniężne.

### Działalność po 2015 i zarzuty korupcyjne
W październiku 2016 został prezesem Ukrawtodoru, ukraińskiej państwowej agencji drogowej. Przyjął wówczas ukraińskie obywatelstwo. W tym samym roku założył firmę doradczą Europe Partners, a od 2020 do 2021 był członkiem jej zarządu. We wrześniu 2019 Ukraińska Narodowa Agencja ds. Zapobiegania Korupcji poinformowała, że skierowała do sądu sprawę w związku ze stwierdzeniem złożenia przez niego nieprawdziwego oświadczenia majątkowego za 2017, zarzucając, że polityk zaniżył wartość posiadanego samochodu oraz zataił środki posiadane na rachunkach bankowych. Dwa tygodnie później Sławomir Nowak ustąpił z funkcji, podając jako przyczynę m.in. otrzymanie nowej propozycji pracy.
Przed pierwszymi oraz drugimi wyborami prezydenckimi w 2020 był członkiem sztabów wyborczych kandydatów Koalicji Obywatelskiej na prezydenta RP: Małgorzaty Kidawy-Błońskiej i Rafała Trzaskowskiego
20 lipca 2020 przedstawiciele Prokuratury Okręgowej w Warszawie poinformowali o zatrzymaniu Sławomira Nowaka przez funkcjonariuszy Centralnego Biura Antykorupcyjnego w związku z podejrzeniem korupcji, kierowania zorganizowaną grupą przestępczą i prania brudnych pieniędzy. Był to wynik trwającego od 2019 polsko-ukraińskiego śledztwa, badającego m.in. przetargi opiewające na kwotę ponad 270 milionów euro. W tym samym dniu szef Narodowego Biura Antykorupcyjnego Ukrainy poinformował, że Sławomir Nowak jako prezes Ukrawtodoru miał przyjmować korzyści majątkowe za zlecenia budowy dróg. Postanowieniem Sądu Rejonowego dla Warszawy-Mokotowa w Warszawie z 22 lipca 2020 został tymczasowo aresztowany na trzy miesiące. Następnie tymczasowe aresztowanie dwukrotnie było przedłużane o kolejne trzy miesiące. W kwietniu 2021 Sławomir Nowak został zwolniony; Sąd Okręgowy w Warszawie nie uwzględnił wniosku prokuratora o dalsze przedłużenie tymczasowego aresztowania. Zostało natomiast ustanowione poręczenie majątkowe w wysokości 1 miliona złotych, dozór policji oraz zakaz opuszczania kraju. Proces rozpoczął się w lipcu 2024 przed Sądem Okręgowym w Warszawie.
W 2024 Sławomir Nowak objął funkcję prezesa spółki Europe Partners.

## Życie prywatne
Syn Ryszarda i Haliny. Żonaty z Moniką, ma córkę Natalię i syna Juliana.